# Obispo Trejo
Obispo Trejo är en ort i Argentina.   Den ligger i provinsen Córdoba, i den centrala delen av landet, 600 km nordväst om huvudstaden Buenos Aires. Obispo Trejo ligger 103 meter över havet och antalet invånare är 1 911.
Terrängen runt Obispo Trejo är platt. Runt Obispo Trejo är det mycket glesbefolkat, med 6 invånare per kvadratkilometer.. Det finns inga andra samhällen i närheten.
Trakten runt Obispo Trejo består till största delen av jordbruksmark.